# 西门街古建筑群
西门街古建筑群位于云南省剑川县金华镇，由昭忠祠、何可及故居、张勉宅院、陈家大院、赵将军宅院、张时宜宅院、王英家宅、何桂枝宅院、段学颜宅院等九个院落合为一项“西门街古建筑群”，于2006年5月公布为第六批全国重点文物保护单位。其中，张勉宅院、昭忠祠、陈家大院、何可及故居、何桂枝宅院、王英宅院相连成片。整组民居、祠庙，建筑年代在明洪武二十五年（1392年）至明崇祯十四年（1641年）之间。以赵将军宅院为最早，最晚则是崇祯二年开始营建的昭忠祠，时代相续，几与明王朝相始终。

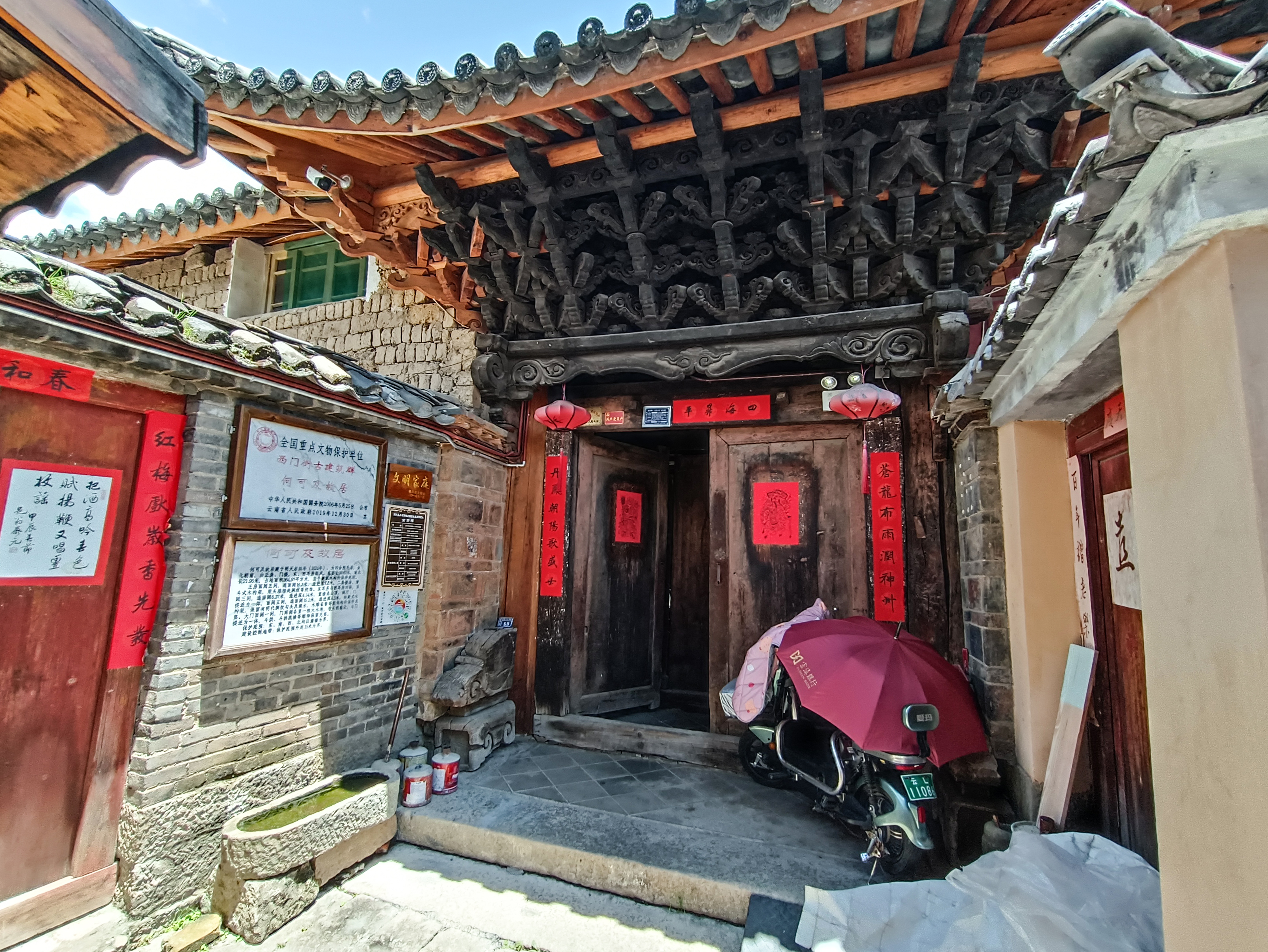
何可及故居
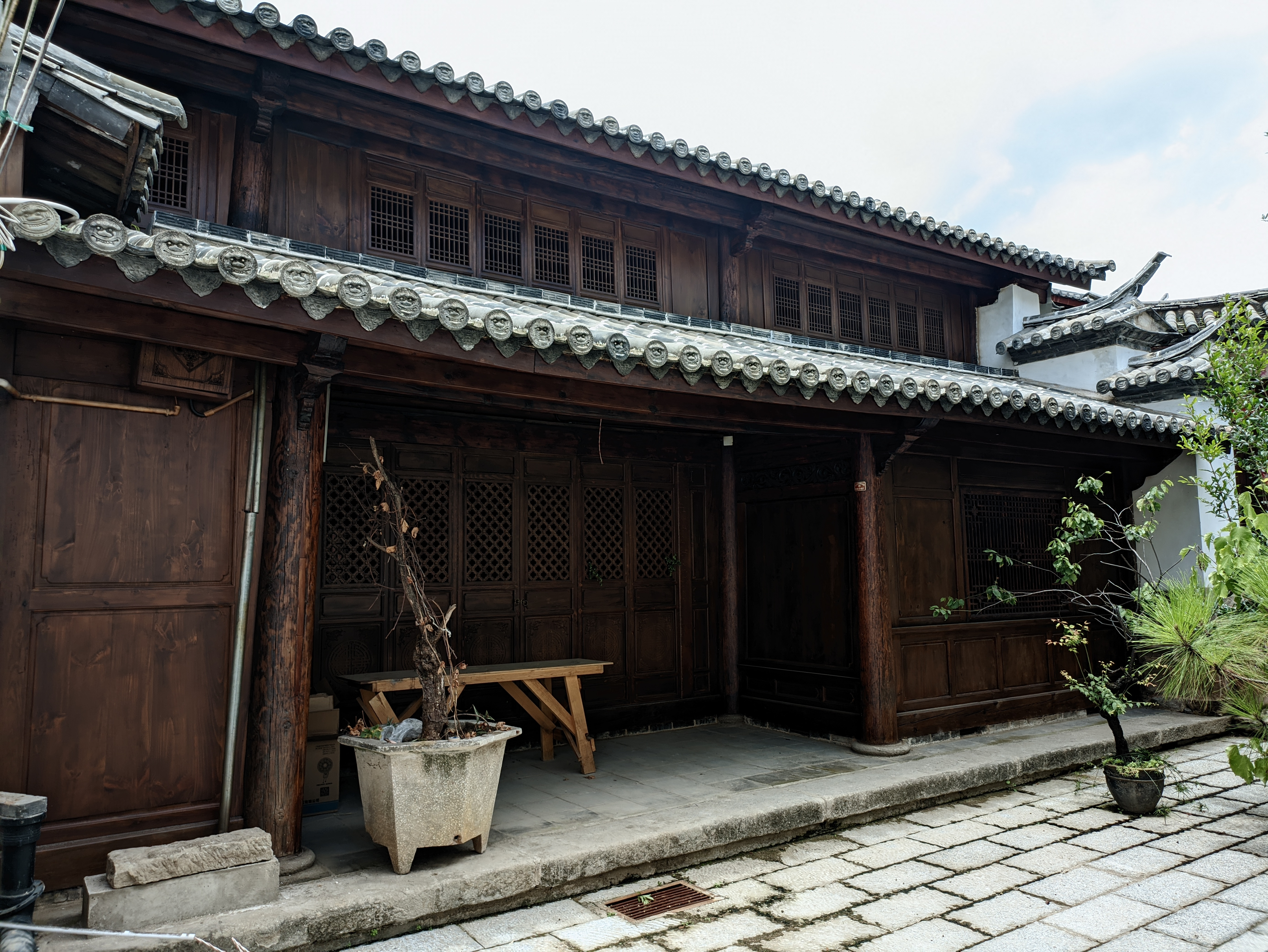
张勉宅院
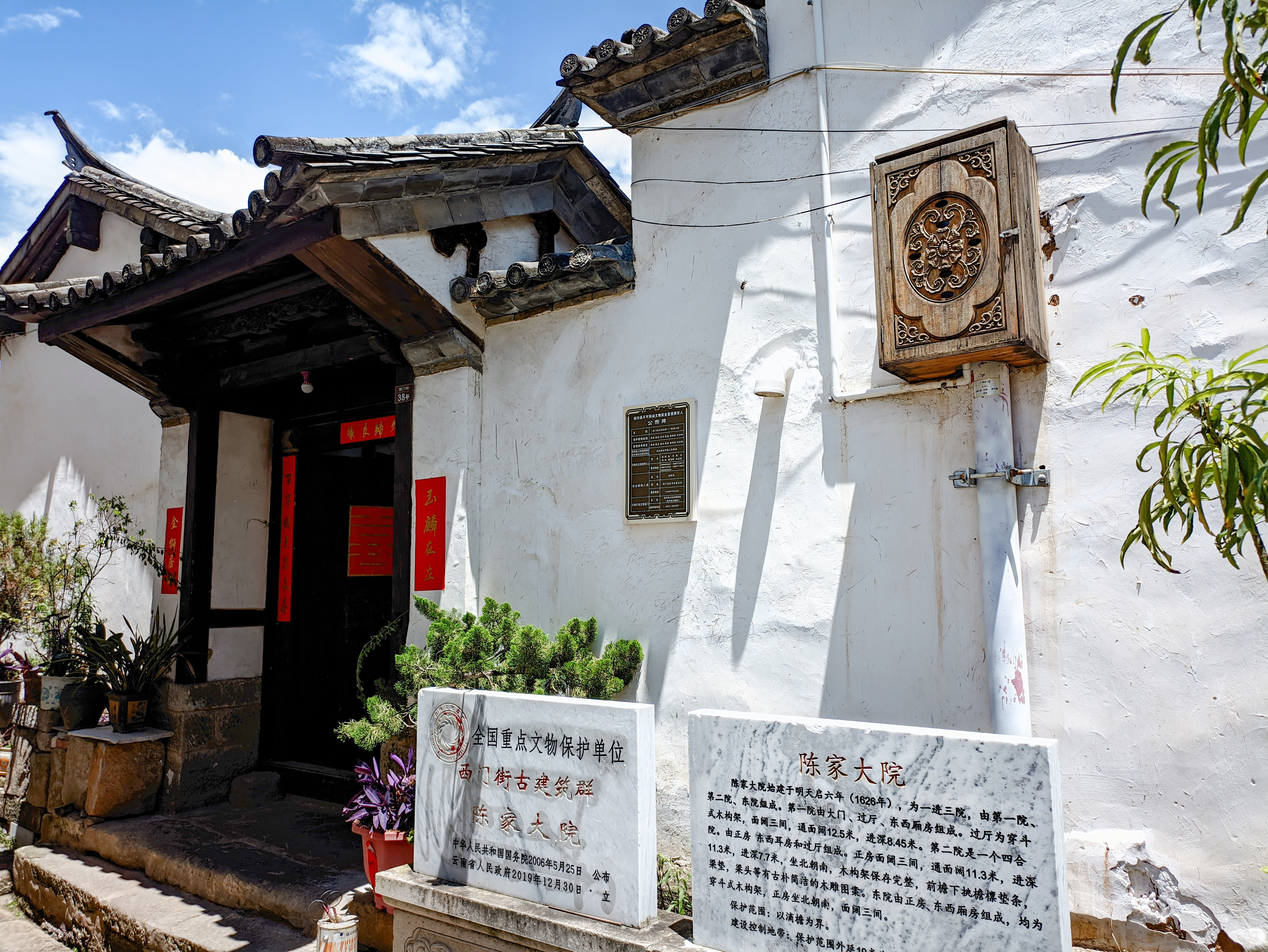
陈家大院
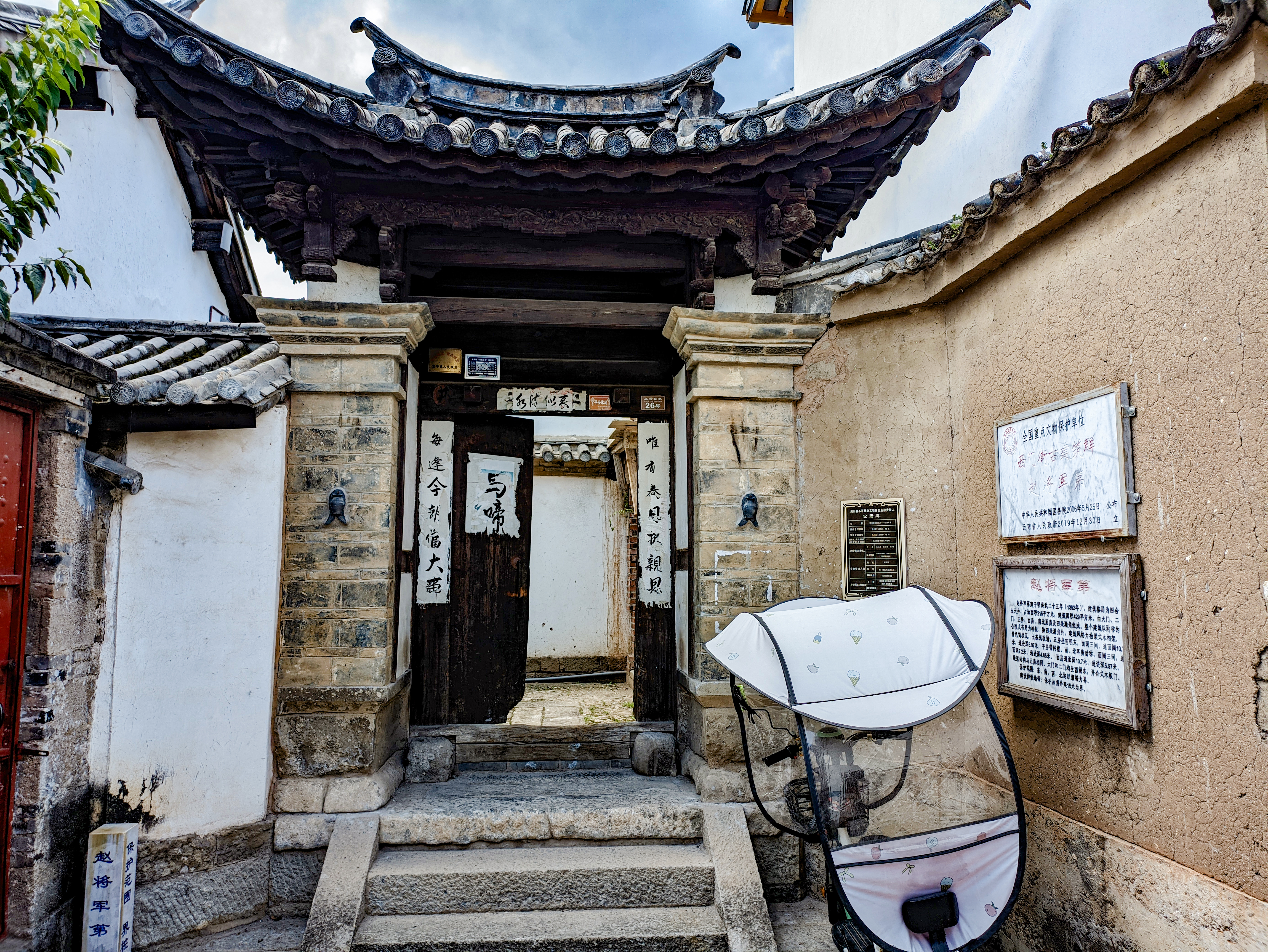
赵将军第
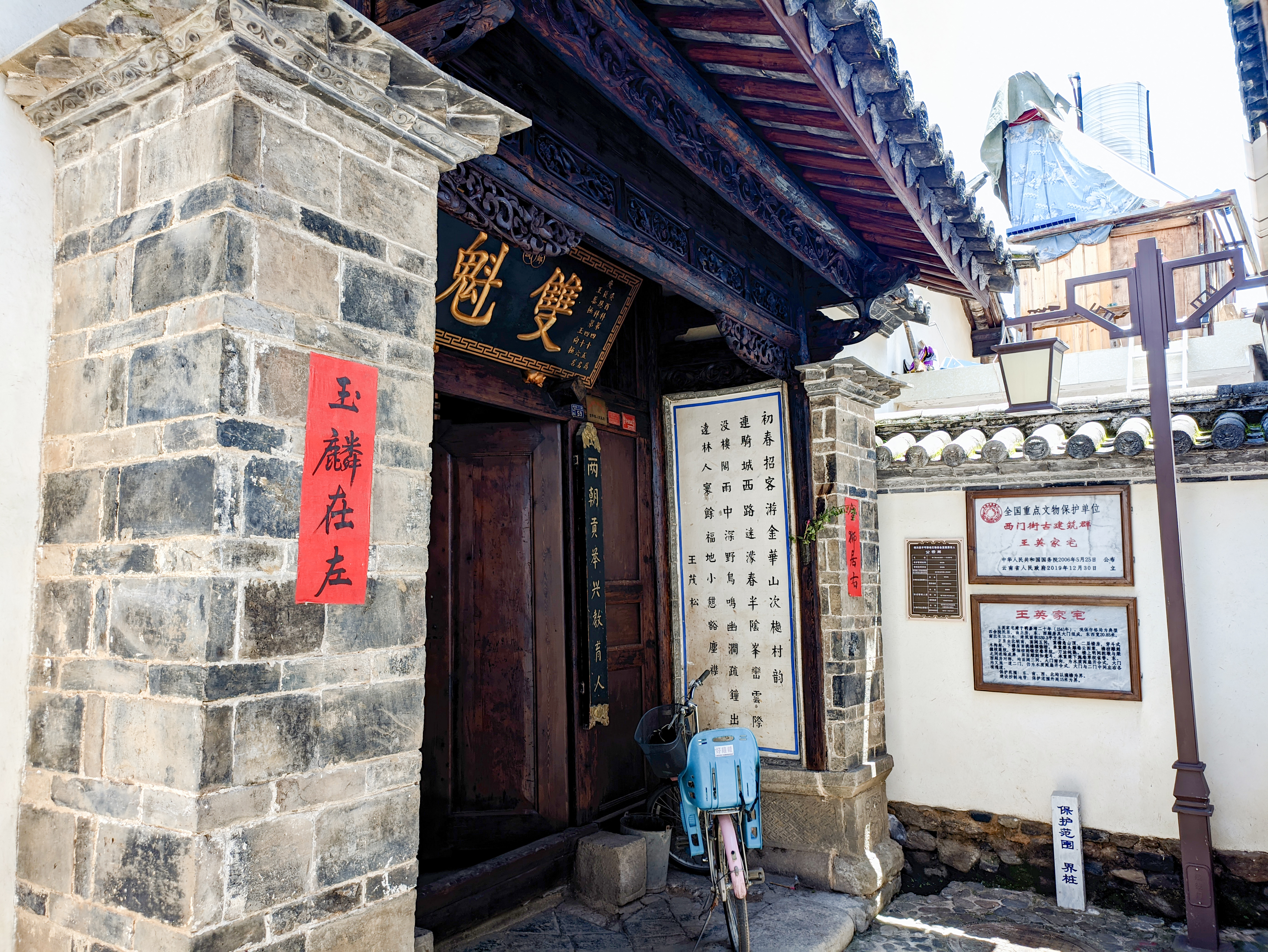
王英家宅
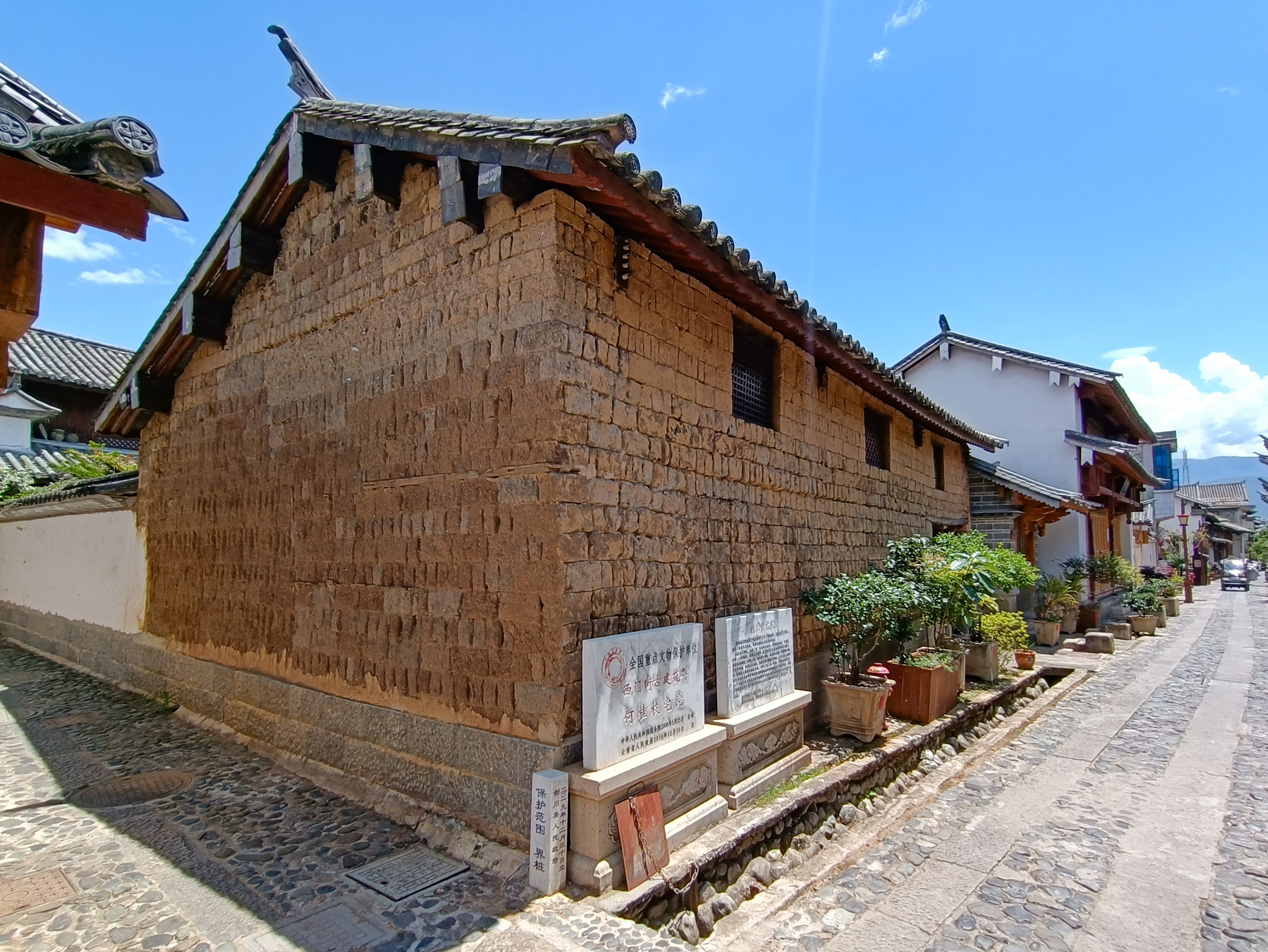
何桂枝宅院
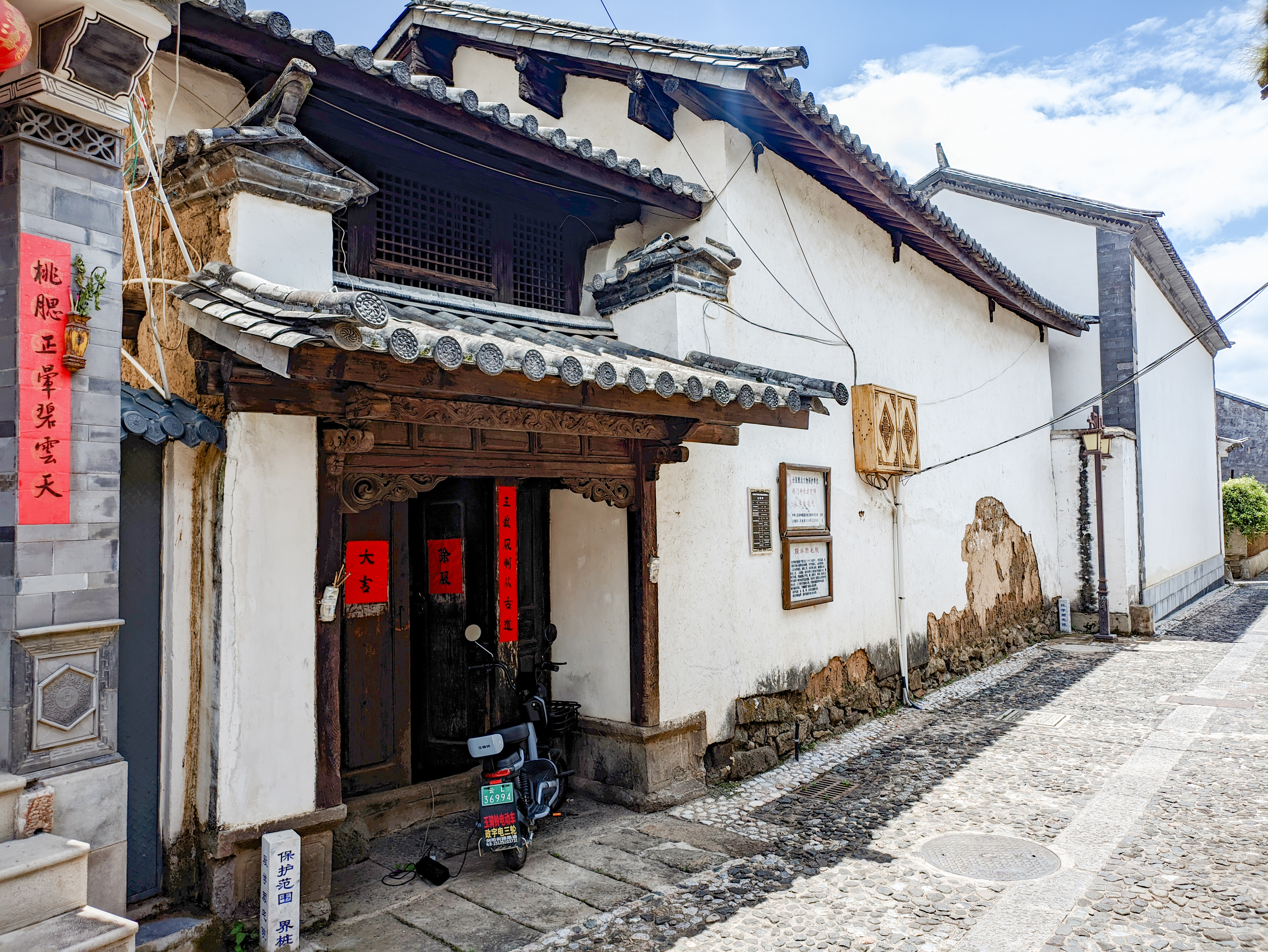
段学颜宅院